# Hirmoneura andicola
Hirmoneura andicola är en tvåvingeart som beskrevs av Robert W. Lichtwardt 1925. Hirmoneura andicola ingår i släktet Hirmoneura och familjen Nemestrinidae. Inga underarter finns listade i Catalogue of Life.